# 다이샤오샹
다이샤오샹(중국어: 戴小祥, 병음: Dài Xiăoxiáng, 한자음: 대소상, 1990년 12월 15일~)은 중화인민공화국의 양궁 선수이다. 2012년 하계 올림픽 대회 남자 개인전에서 동메달을 획득하였다. 또한 양궁 월드컵 파이널에서 2회 준우승(2011, 2013)을 기록하였다.